# ウィキッド

ウィキッドがロングランしているロンドンのアポロ・ビクトリア劇場にて。2006年

『ウィキッド』(Wicked)は、ブロードウェイのミュージカル舞台。サンフランシスコでのトライアウトを経て2003年10月30日にニューヨークのガーシュイン劇場で初演を迎えた。

## 概要
ストーリーは、アメリカでは広く周知されている少女ドロシーの冒険物語「オズの魔法使い」の裏話（外伝）として構成され、西の悪い魔女・エルファバと南の良い魔女・グリンダの知られざる友情を描いている。
原作は、1900年に刊行されたライマン・フランク・ボーム『オズの魔法使い』と1939年に公開された映画『オズの魔法使』を基にし、1995年に刊行されたグレゴリー・マグワイアの『ウィキッド 誰も知らない、もう一つのオズの物語』 (Wicked: The Life and Times of the Wicked Witch of the West) である。エルファバ (Elphaba) の名前は『オズの魔法使い』の作者ライマン・フランク・ボーム (Lyman Frank Baum) の頭文字L、F、Baから作られた。この作品はオズの国の魔女達の視点で描かれ、ドロシーがカンザス州からオズの国に到着する前から到着した後まで映画や小説のディテールと絡め、『オズの魔法使い』の裏の歴史物語としてもの悲しく語られている。
マグワイアの小説をウィニー・ホルツマンが書き直し脚本化し、スティーヴン・シュワルツが作詞作曲を手掛けたミュージカル版ウィキッドは、原作を大幅に脚色しなおして、テンポがよく趣のある作品に仕上がった（そのため、キャラクター、ストーリーは原作とは異なっている）。境遇の全く異なる魔女2人、西の悪い魔女エルファバと南の良い魔女グリンダが互いの性格や視点の違いに戸惑いながらの友情、ボーイフレンドとの三角関係、オズの魔法使いによる腐敗政治、エルファバの世間の評判の陥落に焦点を当てながらも、肌の色の違いや動物たちに象徴させたアメリカ社会が抱える弱者への差別問題がある。湾岸戦争がきっかけで制作されたミュージカルであるという話もあり、「アメリカにはアメリカの正義があり、イラクにはイラクの正義がある」といった「表の正義と裏の正義」、「正義とは一体なにか?」といったところにメッセージを込めたいといった製作者の思いがあったという裏話があり、最後にはどんでん返しも用意されている。ちなみに、ミュージカル版にはオズの魔法使いにも出てくる、ブリキ男、カカシ、空を飛ぶ猿たちが誕生秘話も含めて登場する。意気地のないライオンは尻尾だけ、ドロシーは影絵だけで、愛犬トトは名前しか出てこない。
マーク・プラットおよびデイヴィッド・ストーン (David Stone (producer)) と提携したユニバーサル・ピクチャーズによりプロデュースされ、ジョー・マンテロ演出、ウェイン・シレント振付により、2003年5月、サンフランシスコのカレン劇場でSHN による、ブロードウェイ公演前の試験興行を経て、2003年10月、ブロードウェイのガーシュイン劇場で開幕した。通常の上演時間は2時間30分で、その他に15分の休憩時間がある。
オリジナル・キャストはエルファバ役にイディナ・メンゼル、グリンダ役にクリスティン・チェノウェス、オズの魔法使い役にジョエル・グレイ。オリジナル・ブロードウェイ公演はトニー賞3部門、ドラマ・デスク・アワード6部門を、キャスト・アルバムはグラミー賞を受賞した。
ブロードウェイ公演の成功により、数々の北米公演、ローレンス・オリヴィエ賞にノミネートされたウエスト・エンド公演の他、世界中で公演が上演されている。2003年の開幕から世界中で興行収入の記録を塗り替えており、ロサンゼルス、シカゴ、セントルイス、ロンドンでは週間興行記録を保持している。2011年1月2日、ロンドン、ブロードウェイ、2つの北米ツアー公演で同時にそれまでの週間興行記録を塗り替えた。2013年の最終週、ブロードウェイ公演はさらに記録を塗り替え、320万ドルの興行収入をあげた。ウエスト・エンド公演と北米ツアー公演はそれぞれのべ200万人が鑑賞した。
2013年10月30日、ブロードウェイ公演は10周年を迎え、それまで4,155回上演を記録し、史上11番目のロングラン公演作品となった。
2025年3月現在、公演回数はブロードウェイ歴代4位の8297回を数え、現在もロングラン公演中である。

## 経緯
作曲・作詞のスティーヴン・シュワルツは休暇中にグレゴリー・マグワイアの1995年の作品『ウィキッド』を読み、舞台化の構想が浮かんだ。しかしマグワイアは実写映画化を計画していたユニバーサル・ピクチャーズとすでに知的財産権の契約を交わしていた。シュワルツはユニバーサルのプロデューサーであるマーク・プラットに『ウィキッド』の舞台化について切々と訴えつつ、1998年、シュワルツはコネチカット州でマグワイアを説得した。この結果、プラットはユニバーサルとデイヴィッド・ストーンと共に共同プロデューサーとして契約を結んだ。
小説ではドロシーがやって来る何年も前からのオズの国を舞台に、政治、社会、善と悪の倫理的解釈を描いている。エメラルド・グリーンの肌色をし人々から誤解されているが、賢く情熱的で、後に悪名高い西の悪い魔女となる少女エルファバと、金髪で美しく人気のある、後に南の良い魔女となる少女グリンダが中心人物となっている。場所や出来事により5章に分かれており、登場人物や状況は1900年のライマン・フランク・ボーム著『オズの魔法使い』および1939年の映画『オズの魔法使』に沿っている。本当に「ウィキッド」(悪い)なのは誰か、良かれと思ったことが悪い結果を生むことが果たして悪気があって悪い結果を生むことと同義であるのかを読者に考えさせる。シュワルツはいかに小説の濃度を凝縮し、複雑な筋を明快にするか熟慮した。最終的にマーク・プロットと共に構想を練り、マグワイアの小説を完全に舞台化するのではなくオリジナルの舞台を作り上げる方向で話し合いを重ね、エミー賞受賞脚本家ウィニー・ホルツマンに1年かけて概略を任せることとなった。
1939年の映画を基にエルファバの視点から描かれたマグワイアの作品から草稿が作られたが、その舞台化のあらすじは小説の内容から程遠いものとなった。ホルツマンは『プレイビル (Playbill) 』誌のインタビューで「悪役であるエルファバの視点で描き、大学で2人の魔女がルームメイトとなるというマグワイアの素晴らしいアイデアを採用したが、小説では描かれていない友情が深まっていく過程が舞台版の大筋となるところが大きな違いである」と語った。シュワルツはこの違いについて「当初は後にグリンダとなるガリンダとエルファバの関係性、この女性2人の友情、そしてこの2人がどのようにして全く違う運命に導かれるのかに興味があった」と語った。この明らかな違いに加え、フィエロのかかしとしての登場、最後の場面でのエルファバの生存、ネッサローズが生まれつき腕がないのではなく車椅子の生活、ボックがグリンダを愛し続けニック・チョッパーの代わりにブリキの木こりになる点、ウィンキー国のヴィンカスでのエルファバの生活がカット、ディラモンド教授が殺されないなどの変更点がある。
ミュージカル版の脚本、歌詞、曲は読み合わせの間にどんどん変更された。この時のワークショップには、シュワルツが作曲の際にイメージしていたトニー賞受賞女優クリスティン・チェノウェスがグリンダ役で参加していた。当初エルファバ役にはステファニー・J・ブロックが配役されていたが、2000年、イディナ・メンゼルが配役された。2000年初頭、ワークショップからブロードウェイ公演に発展させるため、ニューヨークのプロデューサーであるデイヴィッド・ストーンが起用された。演出にジョー・マンテロ、振付にウェイン・シレントが起用され、トニー賞受賞デザイナーのユージーン・リーが、ボームの小説のウィリアム・ウォーレス・デンスロウによる挿絵およびマグワイアが構想した巨大時計を基に舞台装置をデザインした。衣裳デザイナーのスーザン・ヒルファティがエドワード7世の時代の衣裳を基に200着以上の衣裳をデザインし、照明デザイナーのケネス・ポズナーが800以上のライトを使ってそれぞれの雰囲気に合わせた54場面を作り上げた。2003年4月までに全ての出演者が決まり、一般に公開される準備は整った。
2003年5月28日、サンフランシスコのカラン劇場でブロードウェイ前のSHNによる試験興行が行なわれた。2003年6月10日、正式に開幕し、6月29日に閉幕した。観客の反応は概ね好評であったが、批評家にはその舞台の美しさは認めつつも脚本、音楽、振付を過小評価した者もいた。『バラエティ』誌のデニス・ハーヴェイは「平凡な」脚本、「陳腐な」歌詞、「ありきたりの」音楽と語りつつ、「スマートな演出」、「優雅なデザイン」、「素晴らしい出演者」であると評価した。『サンノゼ・マーキュリー・ニューズ』のKaren D'Souza は「エメラルド・シティの本当のテーマ」と記した。賛否両論ではあったが、ブロードウェイ公演前に大規模な改訂を行なった。ホルツマンは「スティーブン(・シュワルツ)はサンフランシスコでの公演終了からニューヨークでのリハーサルが始まるまで3ヶ月かけて書き直したと力説していた。これは重要なことだった、ここでこの公演の運命が決まった」と語った。
いくつかの曲は少々変更し、脚本の数箇所が書き換えられた。シュワルツが懸念していたフィエロの人生哲学を明示するため、フィエロを紹介する『Which Way is the Party?』がカットされ、その代わりその後の『Dancing Through Life』に代用された。またチェノウス演じるグリンダに比べ、メンゼル演じるエルファバが暗いことが懸念されていた。『サンフランシスコ・クロニクル』紙の批評家ロバート・ハーウィットは「メンゼルが役に入り込んだ悪い魔女エルファバはチェノウスのグリンダの陽気さが必要だ」と記したため、エルファバをより引き立てることにした。ブロードウェイ公演への改訂についてシュワルツは「脚本と音楽を書き換えなくてはいけないことは明らかだった。批評家達は率直で助かった。劇場に来る前から批判するニューヨークと違って、正直で建設的な批評から多くを学んだ」と語った。2003年10月30日、ブロードウェイ公演が開幕した。

## あらすじ

### 第一幕
物語は、オズ国民が「西の悪い魔女」の死を喜び祝う場面から始まる。
舞台に降臨した「南の善い魔女」グリンダは、あらためて魔女が溶けたことを国民に告げると、死んだ魔女の身上を語り始めた。魔女はその母親と見知らぬ男との情事の産物であり、父親は、全身緑色をした彼女のことを忌み嫌っていた("No One Mourns the Wicked")。これから語られるのは、グリンダと魔女の上に起きたできごとの回想録である。
グリンダ、当時はガリンダ・アップランドと、足に障害を持つ妹・ネッサローズを連れた姉のエルファバは、ともにシズ大学("Dear Old Shiz")に入学する。エルファバの父は、障害を持つ愛娘ネッサローズに宝石をあしらった美しい銀色の靴を贈り、対して姉のエルファバにはネッサローズの世話をするよう厳しく言い渡した。シズ大学学長のマダム・モリブルは学生たちに自己紹介をした後、寮の部屋割を発表する。二人の意に全く反して、初対面から反発しあっていた華やかな人気者ガリンダと生真面目で地味なエルファバは同室になってしまった。エルファバの生来の魔術の才に気づいたマダム・モリブルは、彼女が将来オズの魔法使いの右腕となって活躍できると言う。それを聞いたエルファバは浮き足立ち、魔法使いと自分がこれからどんな偉業を成し遂げるだろうかと夢想する("The Wizard and I")。同室のガリンダとエルファバは、各々の実家に向けた手紙の中で、互いの不運な部屋割や、そりの合わないルームメイトの事を嘆く("What is this Feeling?")。
大学の講義が始まり、シズ大学唯一の動物教師、ヤギのディラモンド教授が登壇するが、彼の授業は動物排斥運動団体によって中止させられてしまう。学生が去った後、ディラモンド教授はエルファバにオズの現状を打ち明ける。オズの実態が外観とは違う事、何者かがオズの動物たちから言葉を話す能力を奪いつつある事を("Something Bad")。
さて、フィエロ・ティゲラーはウィンキー国の王子であったが、王子ゆえ、やはりお気楽で頭がからっぽの男であり、彼の無神経な振る舞いに対して本を飛ばされたエルファバが謝罪を要求するほどであった。彼がシズ大学に入ると、その無類の王族ぶりはすぐに周囲に知れ渡る事となった("Dancing Through Life")。彼が学生を集めて開いたパーティに、ボックというひとりのマンチキンがガリンダを誘う。ところがガリンダは彼の名前をビックだと思っているほどボックに興味がなかった。ガリンダはフィエロをパートナーにと考えていたので、ボックにはネッサローズを誘うように仕向ける。ボックは意に反してネッサローズとダンスをし、ネッサローズはボックに恋してしまう。
パーティの支度をしている途中、ガリンダは趣味の悪い黒い三角帽子の入った箱を見つけ、エルファバに「プレゼント」として贈る。その帽子を被ったエルファバがパーティ会場に現れるが、ただ嘲笑の的になっただけであった。しかしエルファバは嘲笑の中ひとり踊りだす。そのときマダム・モリブルが現れ、ガリンダに魔法の杖を手渡す。それは、ガリンダがネッサローズとエルファバにした「親切」に対しての、エルファバの感謝の気持ちであった。
良心の呵責を感じたガリンダはダンスフロアに出てエルファバと共に踊り、ふたりは新たな友情を育みはじめる。
パーティが終わり、部屋に戻ったガリンダはエルファバに語りかける。新しい友人をイメージチェンジさせ、人気者("Popular")にさせてあげると。そしてガリンダは2人の仲を深めるため、「秘密の教え合いっこ」を提案する。それに対しエルファバは、ネッサローズの不幸な身の上は自分のせいだと明かす。彼女の母は妊娠中、次の子がエルファバのような緑色にならないよう、とある植物を食べ過ぎたのだという。その影響でネッサローズの足は永遠に動かなくなり、母親は出産の時に亡くなってしまった。罪悪感を吐露するエルファバを何気なく慰めたガリンダに、エルファバは少し救われる。
一方ガリンダは、自分はフィエロと結婚する予定だと公言する。ただし、その事をフィエロは知らないのだが。
その翌日、遂にオズ当局はディラモンド教授を追放する。新しい歴史の教授はライオンの子を入れた籠を持って登場し、動物はこれから籠に入れて飼育され、二度と言葉を習うことはないと宣う。怒ったエルファバとフィエロはライオンを盗み、解放してやる。ふたりは互いに心動くが、フィエロは動揺し、その場を後にする。エルファバは橋の下に逃げ込み、フィエロのような人が自分のような者を愛することなどないと呟く("I'm Not That Girl")。
エルファバを見つけたマダム・モリブルが、彼女がオズの魔法使いに拝謁を許されたと報告する。エメラルド・シティに向かう鉄道の駅で、ガリンダとフィエロはエルファバを見送る。ガリンダは、フィエロの気を引こうと、ディラモンド教授に敬意を表して自分の名前を「グリンダ」にするわ、と宣言した。教授は以前、何度言ってもそのように間違って発音していたのだ。
フィエロは聞き流していた。エルファバに心を奪われていた。フィエロのつれない態度に落ち込むグリンダに対し、申し訳なさを感じたエルファバは、一緒に魔法使いに会おうとグリンダを誘う。
一日エメラルド・シティを観光した後("One Short Day")、エルファバとグリンダは魔法使いとの謁見へ向かう。魔法使いは来客に会うときは必ず、大掛かりな特殊効果を用いていた。だが、エルファバの前には身一つで姿を現した。
それは噂とはかけ離れた、ごく普通の容姿の男性であった。彼はエルファバに、彼の協力者となるよう持ちかける("A Sentimental Man")。マダム・モリブルがエルファバの卓越した魔術の才能について彼に話して聞かせたという。魔法使いがエルファバを招待したのはこのためだった。
その時、闇の中からマダム・モリブルその人が姿を現す。エルファバが魔法使いのお気に召すかを案じ、あとをつけてきたのだと言う。実は彼女は出世し、魔法使いの下でオズの国の広報官を務めていたのだ。
エルファバはマダム・モリブルの登場に非常に驚いたが、後を尾けられていた事に怒りはせず、モリブルの「宣伝」が上手くいったことを喜んでいた。
マダム・モリブルと魔法使いの関係がただならぬものである事は観客の目には早い段階から明白であったが、果たして彼らは密な協力関係にあった。かつ、よからぬ策略においての共謀関係であった。そのわけはすぐに明らかになるのだが、この段階ではまだ語られない。
魔法使いはエルファバに、魔力の試験を課する。魔法の呪文の本グリマリーを使い、召使いの猿チステリーを、空を飛べるようにしてみよというのだ。生まれながらにして古代言語の知識を持っていたエルファバは、見事チステリーに翼を与えてみせた。しかし、場面は不気味な様相に一変する。魔法使いがエルファバに唱えさせた呪文は、単に一匹の猿に翼を与えただけではなかったのだ。エルファバの期待以上の能力に心を弾ませた魔法使いが見せたものは、無数の翼猿が飛び交う巨大な檻であった。
興奮した魔法使いは、この猿たちを工作員として動物の運動を破壊させようと言い放った。
マダム・モリブルもまた目をぎらぎらと輝かせて、エルファバになら出来ると思っていたわと口走る。
ところが。
当のエルファバは、それを聞いて愕然としていた。恐怖に震えあがっていた。マダム・モリブルと魔法使いは政府の黒幕であった。
シズ大学の学生の間では、動物排斥運動は過激派の仕業であると言われてきた。しかし、それは違ったのだ。彼らこそがその運動の首謀者だった。表向きには動物の職員の解雇や国外追放を遺憾に思っているように見えていたマダム・モリブルその人が、実はその解雇・排斥の指導者であったのだ。
これらすべての関係が、エルファバの頭の中で一瞬のうちに繋がった。マダム・モリブルと魔法使いに対して、当然のごとく怒りが沸き立った。オズ政府の二人はエルファバが自分たちの思い通りにならないと悟るやいなや、今度は彼女を有害な破壊分子と睨み始めた。
もはやエルファバは、怒るというより信じられなかった。かつて自分が彼らを信じていたのが悲しかった。彼のように偉大になりたいと努力してきたというのに。あこがれの魔法使いは、何の力も持たない単なる中年であった。
エルファバとグリンダは全速力でその場を逃げ出した。オズの兵士が追って来ていた。グリマリーはエルファバの手中にあった。
ふたりは町中で最も高い塔に逃げ込んだ。秘密を漏らされることを恐れたマダム・モリブルがオズ国民に向け、「悪い魔女」のエルファバに騙されないように、と通知するのが聞こえた。箒に魔法をかけて飛べるようにしたエルファバは、グリンダに一緒に来るよう説得する。逡巡するグリンダ。しかし、彼女にとって、世間の好感度はきわめて重要な事項であった。その欲望に逆らうことが出来ないグリンダは、エルファバの誘いを断る。直後、衛兵が塔の扉を破って中へと押し寄せてきて、「破壊分子」の一員であるとしてグリンダを捕えた。エルファバが箒を振りかざし威嚇しながら、グリンダは何の関係もないと叫んだそのとき、猛烈な爆風が吹き荒れてあっという間に兵士たちをちりぢりに吹き飛ばした。エルファバは宙に舞い上がっていた。兵士たち、市民たちを挑むように見下ろして、彼女は絶唱する。自分の持てるすべての力をかけて魔法使いと戦うと ("Defying Gravity")。
革命戦士の銃のごとく、箒を高々と掲げるエルファバ。その姿が暗転して、第一幕は終わる。

### 第二幕
エルファバがいなくなってから数年後、オズでは民衆を前にした演壇にマダム・モリブル、グリンダ、フィエロの姿があった。マダム・モリブルは、その場でエルファバに「西の悪い魔女」という汚名を着せる一方、グリンダを「善い魔女」として祭り上げる。魔女討伐の親衛隊長に任命されたフィエロはいら立ちを隠せないが、グリンダからのサプライズ(婚約発表)を受け入れる。図らずも"人気者"となったグリンダは、親友の身を案じつつも、例え自身が望んだ形でないにせよ、民衆の期待に応え彼らを勇気づける役割を全うすることを決意する。 ("Thank Goodness")。
その頃、難を逃れてマンチキン国の総督官邸に辿りついたエルファバは、今や総督となったネッサローズから、妹の足を治すために力を使わなかった事を咎められていた。エルファバはネッサローズの宝石をちりばめた靴に魔法をかけ、ルビーの靴に姿を変えた。その靴を履いたネッサローズは、たちまち歩くことが出来るようになる。それを見ていたボックは、心はいまだグリンダに奪われていることを告白して、グリンダの元へ向かうと告げる。怒り狂ったネッサローズがエルファバのグリマリーを取り上げて「心を奪われる」呪文をかけ、ボックの心臓は縮まってゆく。苦しむボックを前に彼への執着によってマンチキンの国民に圧政を強いていたと悟り、自身を"東の悪い魔女"に準えて嘆くネッサの姿を見て("The Wicked Witch of the East")、エルファバはボックを救おうと魔術を試みる。やがてボックは苦痛から解放される。エルファバがとったのは、彼の心臓を取り去り、生まれ変わらせるという方法だった。しかし自身の変わり果てた姿を見たボックは発狂し、ネッサローズはすべての罪をエルファバに着せる。
失意のエルファバは残りの翼猿を解放しに魔法使いの宮廷へ戻る。魔法使いはエルファバとの和解を模索する ("Wonderful")、が猿たちの中に、言葉を失い単なる山羊と化したディラモンド教授の姿を見つけたエルファバは、魔法使いの誘いをはねつける。その後、親衛隊長として魔法使いの護衛に現れたフィエロは、部下に「水を持ってくるように」指示すると、その隙にエルファバと共に宮廷を脱出する。これを見ていたグリンダは、親友と婚約者が自分を裏切ったことに打ちひしがれる("I'm Not That Girl (Reprise)")。そしてマダム・モリブルと魔法使いに対し、エルファバの弱点は妹、妹のためならなんでもすると口走ってしまい、それを聞いたモリブルは、得意の気象魔法を使ってネッサローズを竜巻に巻き込もうと画策する。
暗い森に逃げ込んだエルファバとフィエロはお互いの愛を確かめあう("As Long As You're Mine")。しかしその時、妹の身があぶないことを察知するエルファバ 。急いで助けに向かうが、着いた時には既に手遅れであった。ネッサローズは家の下敷きとなり、ルビーの靴を手にドロシーとトトがグリンダに見送られてイエロー・ブリック・ロードを歩み去った後であった。エルファバとグリンダはつかみあいの喧嘩となるが、エルファバの出現を待ち伏せていたエメラルド・シティの衛兵に捕えられる。助けに来たフィエロは自らおとりになり、エルファバを逃がす。グリンダの懇願の声もむなしく、衛兵はフィエロをトウモロコシ畑のそばまで連れて行き、かかしのように地面に突き刺しエルファバの居場所を喋らせようと拷問にかけ続けた。
自分の城に逃げ延びたエルファバは、フィエロを救うためありとあらゆる呪文を唱えるが、力が及ばない事を感じていた。
よかれと思ってした事が仇になる。自分に関わる者は不幸になる。エルファバは「ウィキッド」の運命を呪う("No Good Deed")。
そのころ、オズの市民は魔女狩りの用意をしていた("March of the Witch Hunters")。ブリキ男は臆病なライオンの尻尾を掴むと、悪い魔女に連れ去られてこのライオンは勇気を無くしたと魔女狩り隊の士気を鼓舞する。デマに尾ひれがつき広がり最悪の事態になることを察知したグリンダは、マダム・モリブルに彼らを制止するように進言するも拒絶される。自らエルファバの城へ赴いたグリンダは魔女狩り隊がそこまで迫っており、すぐにドロシーを解放するよう説得するが、エルファバはそれを拒む。そこにチステリーが現れ、エルファバに伝言を伝える。二度とフィエロの顔を見られないことを悟ったエルファバはチステリーにバケツと水を準備するように伝えると降伏することを決心する。エルファバからグリンダへ魔法の書が手渡され、固い約束を交わしたふたりは、真の友情で結ばれる("For Good")。
怒れる群集の隊列がエルファバの城に到達した時、隙を狙ってドロシーはバケツの水をエルファバにかけ、遂にエルファバは溶ける。何が起きたのかわからないグリンダ。残されたものは、親友の黒い三角帽子と緑色の薬瓶だけだった。
エルファバの死を嘆く間もなく、グリンダは魔法使いの元に赴き、彼を気球に乗せ、オズから追放し、マダム・モリブルをも牢獄へ送り込んだ。これまでの回想が終わるとグリンダはオズ国民の前に姿を現し、西の悪い魔女の死を彼らに告げ、善い魔女としてオズ政府を再編することを宣言をした。

## 登場人物
エルファバ・スロップ（Elphaba Thropp）
本作の主人公。緑色の肌の少女。まっすぐな心の持ち主。ディラモンドを除いた周囲に愛されずに育つ。大いなる魔法の才能があるが、それを隠していた。実は緑色の肌で魔法が使えるのは彼女の母が愛人から貰った魔法の薬を飲んだことが原因。
後の西の悪い魔女。ニックネームはエルフィー。

ガリンダ・アップランド/グリンダ（Galinda Upland/Glinda）
美しく勝気な少女。学園の人気者。自らの美貌と才知による出世を夢見る。魔法に憧れているが、その才能はまったくない。
エルファバとはシズ大学の同窓生で、無二の親友だが、最初は他の学生達とともにエルファバをのけ者にしていた。
後の南の良い魔女。

オズの魔法使い（Wizard of Oz）
いわゆる「素晴らしき」オズの魔法使い。大賢者にしてエメラルドシティの支配者。
その正体は、気球に乗ってやってきたアメリカ人。
卑劣な性格で、目的のためには手段を選ばない。

マダム・モリブル（Madame Morrible）
エルファバとガリンダが在学していた頃のシズ大学の学長。高名な魔法使い。
エルファバをオズの魔法使いに紹介する。
のちのオズの魔法使いの宣伝担当相になる。実はオズの魔法使いの共犯者。

ディラモンド教授（Dr. Dillamond）
シズ大学の歴史学教授で言葉を話すヤギ。
ガリンダをグリンダとしか発音できない。
教授への敬意から、やがてガリンダは自らグリンダと名乗ることになる（このくだりは日本公演版では「子供が生まれたらディラモンドと名づけるわ」に変更されている）。
エルファバと親しいが、大学を追放されてしまう。

ネッサローズ・スロップ（Nessarose Thropp）
エルファバの妹。姉の出自が原因で彼女が生まれるときは姉同様緑色にならないように父が母に白い草ばかりを食べさせた。その影響で脚が不自由の状態で生まれた（母親はその際亡くなっている）。
ガリンダによれば、「悲劇的美しさ」がある。愛称はネッサ。
のちに父の跡をつぎ総督の道へ進む。ボックに想いを寄せている。

フィエロ・ティゲラー（Fiyero Tiggular）
オズの西部にあるウィンキー王国のハンサムな王子。名うてのプレイボーイ。
素行が悪いため数々の大学を追い出されている。
シズ大学でエルファバやガリンダと出会い、2人の間で心が揺れる。
のちにオズの魔法使いの宮殿の衛兵隊長になる。

ボック（Boq）
マンチキン人の男性。大学時代、ガリンダに一目ぼれする。
マンチキンにしては比較的大柄。
ガリンダへの愛からネッサローズに親切にする。しかしガリンダには「ビック」と度々呼び間違えられることが多い。
やがて、政治家となったネッサローズに仕える。

## キャストについて
ブロードウェイのオリジナルキャストはエルファバ役にイディナ・メンゼル、グリンダ役にクリスティン・チェノウェスと演劇界の人気女優2人が主役を務め、オズの魔法使いはミュージカル「キャバレー」や「シカゴ」でお馴染みのジョエル・グレイが演じた。メンゼルは2004年6月のトニー賞で主演女優賞を受賞。授賞式では最大の見せ場「Defying Gravity」を熱唱した（チェノウェスもノミネートされた）。
舞台制作はハリウッドの大手映画会社ユニバーサル映画が行い、14億円の巨額を投じたことでも話題となった。大掛かりな舞台装置や、舞台を彩る美術・衣装・照明・音響も豪華で見応えがある。
シカゴ版の開幕では米国最大のTVコメディー番組サタデー・ナイト・ライブに長年出演したアナ・ガステヤーがエルファバを演じ、またロンドン版ではブロードウェイ・オリジナルキャストのイディナ・メンゼルが2006年12月まで再演して話題をさらった。
ブロードウェイ・オリジナルキャストにより録音されたCDは、2005年にグラミー賞を受賞。2006年11月にはミュージカルCDとしては極めて珍しいプラチナセールスを記録している。

## ミュージカル・ナンバー
| 第一幕 - グッド・ニュース No One Mourns the Wicked – グリンダ、オズの国民 - シズ大学（校歌） Dear Old Shiz – 生徒達、ガリンダ - 魔法使いと私 The Wizard and I – マダム・モリブル、エルファバ - 大嫌い！ What is this Feeling? – ガリンダ, エルファバ、生徒達 - 言葉奪われる Something Bad – ディラモンド教授、エルファバ - 人生を踊り明かせ Dancing Through Life – フィエロ、グリンダ, ボック、ネッサローズ、エルファバ、生徒達 - ポピュラー Popular – グリンダ、エルファバ - 私じゃない I'm Not That Girl – エルファバ - エメラルドシティー One Short Day – エルファバ, グリンダ、エメラルド・シティの市民 - センチメンタルマン A Sentimental Man – 魔法使い - 自由を求めて Defying Gravity – エルファバ, グリンダ, ガーディアン、オズの国民 | 第二幕 - グッド・ニュース(リプライズ) No One Mourns the Wicked (Reprise) - オズの国民 - 魔女が迫る ~ この幸せ Thank Goodness – グリンダ, マダム・モリブル、オズの国民 - 総督の椅子 The Wicked Witch of the East – エルファバ, ネッサローズ、ボック ≠ - ワンダフル Wonderful – 魔法使い、エルファバ - 私じゃない〜リプライズ I'm Not That Girl (Reprise) – グリンダ - 二人は永遠に As Long as You're Mine – エルファバ、フィエロ - 闇に生きる No Good Deed – エルファバ - 魔女を殺せ March of the Witch Hunters – ボック、オズの国民 - あなたを忘れない For Good – グリンダ、エルファバ - フィナーレ Finale: For Good (Reprise) – 全員 |

≠ オリジナル・ブロードウェイ・キャスト・レコーディングのアルバムには含まれない

## 音楽
『ウィキッド』の音楽は強いテーマを持ち、従来のミュージカル音楽よりも映画音楽に類似している。多くのミュージカル音楽がそれぞれの曲にわずかな重複を含みつつ新たなモティーフやメロディを用いるのに対し、シュワルツは作品中にいくつかのライトモティーフを組み入れた。これらのモティーフのいくつかはアイロニーを示しており、例えば『Dancing through Life』の曲中にガリンダがエルファバに「不気味な」帽子をプレゼントする際、それ以前のエルファバとグリンダが互いに嫌い合う『What is this Feeling?』のテーマが反芻されている。
『ウィキッド』には全体を通して2つのテーマがある。シュワルツは珍しくそれ以前の作品のモティーフやメロディを使用している。1つはエルファバのテーマに、シュワルツが音楽監督を務めた1971年のオフ・ブロードウェイ作品『The Survival of St. Joan』の一部が使用されている。2004年のインタビューで彼は「私はこのメロディがとても好きだったけれども、それまで何に使ったら良いのかわからなかった」と語った。1971年に彼が作ったコード進行は『ウィキッド』のオーケストラで有名なテーマとなった。楽器編成を変えることにより、同じメロディでも違った雰囲気を表現することを可能にした。序曲ではこのメロディは金管楽器と重厚なパーカッションで表現している。これについてシュワルツは「巨大な闇が観客を脅かすように」と語った。『As Long As You're Mine』ではピアノとエレクトリックベースで同じコード進行により演奏されるが、ここではロマンティックなデュエット曲になっている。新たな歌詞に加え、別の間奏により『No One Mourns the Wicked』ではこのテーマがこの曲の核心となっている。
シュワルツはライトモティーフの『Unlimited』を第二の主要なモティーフとして全編に使用している。タイトル曲には含まれていないが、他のいくつかの曲にセクションで使用されている。1939年の映画『オズの魔法使』の作曲家ハロルド・アーレンに敬意を表し、『Unlimited』のメロディに『虹の彼方に』の最初の7音を組み込んだ。シュワルツはこのことについて冗談で「著作権法によると、8音目まで使うと、人々が「メロディを盗用した」と言われるからね。もちろんリズム、ハーモニー、コードなども全く違う。それでもまだ『虹の彼方に』の最初の7音なんだ」と語った。シュワルツは短音階を多用し、このモティーフの起源をわかりづらくしている。これにより、当初変ニ長調で書かれた『Defying Gravity』などのような対比を作り出した。しかしエルファバが妹を歩けるように力を使った時の曲『The Wicked Witch of the East』では『Unlimited』は長音階で演奏される。

## キャスト・レコーディング・アルバム
2003年12月16日、オリジナル・ブロードウェイ公演のキャスト・レコーディング・アルバムがユニバーサルミュージックより発表された。『ウィキッド』の舞台で使用される『The Wizard and I (Reprise)』と『The Wicked Witch of the East』以外の全ての曲が収録されている。第二幕開幕時の『No One Mourns the Wicked』の短いリプライズは『Thank Goodness』の前に繋げられた。指揮および音楽監督のスティーヴン・オレムスおよびジェイムス・リン・アボットによる編曲、ウィリアム・デイヴィッド・ブローンによる管弦編曲。2005年、このアルバムは第47回グラミー賞で最優秀ミュージカル・ショー・アルバム賞を受賞し、2006年11月30日、アメリカレコード協会によりプラチナに、2010年11月8日、ダブル・プラチナに認定された。
2008年10月28日、5周年記念ブロードウェイ・キャスト・レコーディングの特別盤が発表され、ボーナス・トラックとしてドイツ公演キャストによる『Solang Ich Dich Hab (As Long as You're Mine)』、『Gutes Tun (No Good Deed)』の他、日本公演キャストの李涛およびカンパニーによる『人生を踊り明かせ (Dancing Through Life)』、沼尾みゆきによる『ポピュラー (Popular)』が収録されている。後に『The Wizard and I』に置き換えられる『Making Good』はシュワルツのピアノ演奏に合わせステファニー・J・ブロックが、『I'm Not that Girl』はブライアン・メイのギター演奏に合わせケリー・エリスが、『For Good』はリアン・ライムスとデルタ・グッドレムが歌った。他に『Defying Gravity』はメンゼルのダンス・ミックスで収録されている。
2007年12月7日、シュトゥットガルト公演のドイツ盤が発表された。このアルバムはブロードウェイ・キャスト・レコーディングの曲順、編曲に沿っている。2008年7月23日、東京公演のオリジナル・キャストによる日本盤が発表された。『ウィキッド』キャスト・レコーディング・アルバムの中で日本盤のみグリンダの最後の台詞が収録されている。

## 各国での上演状況

### アメリカ
現在、アメリカでは4つのカンパニーで同時上演されている。ニューヨークでの成功により、2005年春からブロードウェイと並行して、全米ツアーとシカゴでのロングランを開始。2007年1月からはロサンゼルスでもロングランが行われた。ロサンゼルス上演は2009年1月に閉幕し現在はサンフランシスコに移動。シカゴ上演も2009年2月には閉幕しその後二つ目の全米ツアーに移行しているが、現在もいずれの地域でもチケットの入手が最も困難なミュージカルのひとつである。ロサンゼルス公演には、かつてアダム・ランバートも出演していた。

#### オリジナル・ブロードウェイ公演
サンフランシスコのカレン劇場でSHNにより、2003年5月28日、プレビュウ公演が開幕し、6月10日、ブロードウェイ公演前の試験興行が正式に開幕した。出演者はグリンダ役にクリステン・チェノウス、エルファバ役にイディナ・メンゼル、魔法使い役にロバート・モース、フィエロ役にノーバート・レオ・バッツ、ネッサローズ役にミシェル・フェデラー、マダム・モリブル役にキャロル・シェリー、ディラモンド教授役にジョン・ホートン、ボック役にカーク・マクドナルドが配役された。ワークショップの段階ではエルファバ役にステファニー・J・ブロックが配役されていたが、公演時にはアンサンブルおよびエルファバの代役に配役された。2003年6月29日、試験興行が閉幕し、大幅な手直し後に2003年10月8日、ブロードウェイのガーシュイン劇場でプレヴュウ公演が開幕した。数名のアンサンブルが変更になり、魔法使い役がジョエル・グレイに、ディラモンド教授がウィリアム・ユーマンスに、ボック役がクリストファー・フィッツジェラルドになった他、エルファバ役の代役にエデン・エスピノーザ、グリンダ役の代役にローラ・ベル・バンディが追加されたが、サンフランシスコ公演のスタッフ、出演者の多くが残った。
2005年1月、Saycon Sengbloh がエルファバ役の代役となり、アフリカ系アメリカ人初のエルファバ役となった。その後ブランディ・シャヴォンヌ・メッセイ、ダニエル・ウイリアムソン、アレクシア・カディム、リリー・クーパー、エミー・レイヴァー・ランマンと5名の黒人がエルファバ役を演じたりカヴァーした。今のところカディムが唯一黒人でエルファバ本役に配役された。
2013年2月から5月の期間限定で、ドイツおよびオランダ公演にエルファバ役で出演していたWillemijn Verkaik がブロードウェイに出演し、3カ国語でエルファバ役を演じた最初の女優となった。その後彼女はロンドンのウエスト・エンド公演に移籍した。

#### その他の北米公演
2005年、カナダのオンタリオ州トロントを皮切りに北米ツアー公演が始まり、それ以降アメリカとカナダの様々な都市で公演を続けている。3月8日からのプレヴュウ公演からエルファバ役にはステファニー・J・ブロックが配役されていたが、リハーサル中に負傷したためクリスティ・ケイツが急遽代役で出演した。そのためプレヴュウ公演は翌日からに延期された。3月25日、ブロックが復帰し、3月31日からツアー公演が正式に開幕した。その他のオリジナル・キャストにはグリンダ役にKendra Kassebaum、フィエロ役にデリック・ウイリアムズ、ネッサローズ役にジェナ・リー・グリーン、マダム・モリブル役にキャロル・ケイン、ディラモンド教授役にティモシー・ブリッテン・パーカー (Timothy Britten Parker) 、ボック役にローガン・リプトン、魔法使い役にデヴィッド・ギャリソン (David Garrison) が配役された。
4月29日から6月12日までシカゴにあるオリエンタル劇場でオリジナル・ツアー・キャストで期間限定公演の予定であったが、プロデューサーはロングラン公演を決定し、ブロードウェイ以外の『ウィキッド』で初のロングラン公演となった。オリジナル・ツアー・キャストでの公演が終了した翌日から同じ劇場でロングラン公演が開始した。シカゴ・キャストはエルファバ役にアナ・ガステヤー、グリンダ役にケイト・レインダース、マダム・モリブル役にロンディ・リード、フィエロ役にクリストファー・キュージック (Kristoffer Cusick) 、ボック役にTelly Leung、ネッサローズ役にHeidi Kettenring、魔法使い役にGene Weygandt が配役された。2009年1月25日、1,500回以上の上演を経て閉幕した。ツアー公演は2010年12月1日から2011年1月23日までキャディラック・パレス劇場で上演のためシカゴに戻ってきた。2013年10月30日から12月21日まで10周年記念としてシカゴのFord Center for the Performing Arts Oriental Theatre で8週間上演した。12月16日、元ウエスト・エンド・キャストのグリンダ役のジーナ・ベックがシカゴ公演に出演し、2カ国にわたって『ウィキッド』に出演した最初の女優となった。
2007年2月10日、カリフォルニア州ロサンゼルスにあるパンテイジス劇場 (Hollywood Pantages Theatre) でロングラン公演のプレヴュウ公演が開幕し、2月21日、正式に開幕した。グリンダ役にメーガン・ヒルティ、エルファバ役にブロードウェイで代役であったエデン・エスピノーザ、マダム・モリブル役にキャロル・ケイン、ディラモンド教授役にティモシー・ブリッテン・パーカー、ネッサローズ役にジェナ・リー・グリーン、ボック役にアダム・ワイリー、フィエロ役にクリストファー・キュージック、魔法使い役にジョン・ルービンスタインが配役された。2009年1月11日、12回のプレヴュウ公演、791回の本公演を経て閉幕した。このロサンゼルス公演は2007年の『アグリー・ベティ』の『Something Wicked This Way Comes』のエピソードでブロードウェイの公演として登場した。
2009年1月27日、サンフランシスコのSHNのオルフェウム劇場 (Orpheum Theatre (San Francisco)) でプレヴュウ公演、2月6日、本公演が開幕した。エルファバ役にティール・ウィックス (Teal Wicks) 、グリンダ役にKendra Kassebaum、フィエロ役にニコラス・ドロマード (Nicolas Dromard) 、マダム・モリブル役にキャロル・ケイン、魔法使い役にデイヴィッド・ギャリソン、ネッサローズ役にDeedee Magno、ディラモンド教授役にトム・フリン、ボック役にエディ・リオセコが配役された。2010年9月5日、12回のプレヴュウ公演、672回の本公演を経て、エルファバ役にマーシー・ドッド (Marcie Dodd) 、グリンダ役にAlli_Mauzeyにて閉幕した。2013年1月23日から2月17日、ツアー公演の一環でオルフェウム劇場で再演された。
2009年3月7日、2回目のツアー公演がフロリダ州フォートマイヤーズにあるBarbara B. Mann Performing Arts Hall でプレヴュウ公演を迎え、3月12日に正式に開幕した。1回目のツアー同様、北米の様々な都市を巡った。エルファバ役にマーシー・ドッド（エルファバ役とネッサローズ役を演じた最初の女優）、グリンダ役にヘレン・ヨーク (Heléne Yorke) 、フィエロ役にコリン・ドネル、ネッサローズ役にクリスティン・リース、マダム・モリブル役にマリリン・キャスキー、ディラモンド教授役にデイヴィッド・デヴリス、ボック役にテッド・エリー、魔法使い役にTom McGowanが配役された。

### ロンドン公演
2006年9月7日、ウエスト・エンド公演がアポロ・ヴィクトリア劇場 (Apollo Victoria Theatre) でプレヴュウ公演が開幕し、9月27日、正式に開幕し、2014年4月26日まで上演予定である。2011年、5周年を迎え、5年間の出演者が登場したスペシャル・カーテン・コールを行なった。ロンドン公演はイギリスの観客に合わせて台詞、振付、特殊効果などが少々変更された。これらの変更点は以降他の『ウィキッド』公演にも適用された。
ウエスト・エンド公演にはブロードウェイ公演でエルファバ役を演じたイディナ・メンゼルが出演した。他の出演者はグリンダ役にヘレン・ダリモア、マダム・モリブル役にミリアム・マーゴリーズ、フィエロ役にアダム・ガルシア、ディラモンド教授役にマーティン・ボール、ボック役にジェイムス・ギラン、ネッサローズ役にケイティ・ロウリー・ジョーンズ、魔法使い役にナイジェル・プラナーが配役された。3ヶ月の契約満了に伴い、エルファバ役のメンゼルが降板してケリー・エリスが引き継ぎ、イギリス人で初めてエルファバ役を演じ、ブロードウェイとウエスト・エンドの双方でエルファバ役を演じた2人目の女優となった。
エリスの後任にアレクシア・カディムが配役され、ロンドン公演でエルファバ役を演じた初めての黒人女優となった。ロンドン公演で最も長くエルファバ役を演じたのは2年半演じたレイチェル・タッカーである。2010年から2011年までグリンダ役を演じたルイーズ・ディアマンはその後エルファバ役も演じ、ミュージカル史上初めて1作品で主演2役双方を演じた女優となった。2013年秋、オランダの女優Willemijn Verkaik がディアマンの後任となったことにより、Verkaik にとって『ウィキッド』を演じた4カ国目となり、ブロードウェイとウエスト・エンドの双方に出演した3人目の女優となった。

### イギリス、アイルランド・ツアー公演
2013年9月12日、イギリスとアイルランドを巡るツアー公演がマンチェスターのパレス劇場で始まり、同劇場で11月16日まで完売の公演が続き、その後11月27日からダブリンで上演した。2014年の上演予定地はミルトン・キーンズ、カーディフ、グラスゴー、リーズ、バーミンガム、リヴァプール、サウサンプトン、エディンバラである。2015年にはアバディーンで上演予定である。
出演者にはエルファバ役にウエスト・エンド公演で代役であったニッキ・デイヴィス・ジョーンズ、グリンダ役にウエスト・エンド公演でアンサンブルであったエミリー・ティアニー、フィエロ役にリアム・ドイル、マダム・モリブル役にマリリン・カッツ、ネッサローズ役にカリナ・ギルスピー、ボック役にウエスト・エンド公演で同役を演じたGeorge Ureが配役された。この公演で初めて魔法使いとディラモンド教授が1人の俳優、Dale Rapleyに配役された。ただし2008年11月、ロンドン公演で何人かの役者が出演できずに急遽デイヴィッド・ストラーが双方の役を演じたことがあった。

### 日本公演
日本では、2006年7月12日より、ストーリーを短縮した35分の特別版が大阪のユニバーサル・スタジオ・ジャパンのランド・オブ・オズ内のエメラルド・シアターで上演された。エルファバ役にオーストラリア人のジェマ・リックス、およびジリアン・ギアッチ、ユージニア・プリミスのトリプル・キャストで演じられた。エルファバを外国人、グリンダを日本人が演じており英語と日本語が混在している。『ウィキッド』第一幕導入部の筋に沿っているが、フィエロ、マダム・モリブル、ボック、ネッサローズ、ディラモンド教授は出ておらず、舞台装置や衣裳も変更されている。2011年1月11日、閉幕した。
また、2007年6月17日には劇団四季による完全日本語翻訳版が東京・新橋の電通四季劇場［海］にて開幕した（プレビューは6月15日）。出演者はエルファバ役に濱田めぐみ、グリンダ役に沼尾みゆきが配役された。なお、タイトルについて、ユニバーサルがタイトル表記を「ウィケッド」とすることを先に決めたため、上演開始が後になった劇団四季版は「ウィキッド」となっている。なお、東京での公演は2009年9月6日に千秋楽を迎え、同年10月11日から大阪公演が始まっており、また2010年5月23日には日本での通算公演回数1000回を迎えた。出演者はエルファバ役に江畑晶慧、グリンダ役に苫田亜沙子が配役された。大阪公演は、2011年2月13日に千秋楽となった。さらに2011年4月2日からは5ヶ月の限定で福岡公演が始まった。四季が福岡から撤退してから初の上演作品となる。出演者はエルファバ役に江畑晶慧、グリンダ役に沼尾みゆきが配役された。また、エルファバ役の江畑晶慧は福岡公演のエルファバを1人で演じきった。2011年8月28日の福岡公演閉幕後、2011年9月23日からは名古屋公演も行われ、2012年9月に千秋楽を迎えた。出演者はエルファバ役に江畑晶慧、グリンダ役に苫田亜沙子が配役された。更に2013年8月3日から東京再演が電通四季劇場［海］にて開幕、2014年11月16日に千秋楽を迎えた。2016年5月3日札幌公演開幕ののち、2016年11月6日に千秋楽を迎えた。
2022年6月30日、劇団四季が劇団創立70周年を記念して、2023年10月より東京・浜松町のJR東日本四季劇場[秋]にて期間限定公演が決定した。四季会員の再演リクエストNo.1(劇団四季『四季の会』会報誌「ラ・アルプ」7月号7ページに記載)であり、ファン待望の再演だということがうかがえる。
その後あまりの人気から大阪での再演も決定し、2024年8月15日に開幕した後、2025年7月6日に千秋楽を迎えた。

### ドイツ公演
2007年11月1日からドイツのシュトゥットガルトにあるPalladium Theaterで『Wicked: Die Hexen von Oz』(ウィキッド: オズの魔女達)という題名でプレヴュウ公演、11月15日から正式に開幕した。エルファバ役にWillemijn Verkaik、グリンダ役にLucy Scherer、フィエロ役にMark Seibert、マダム・モリブル役にAngelika Wedekind、ネッサローズ役にNicole Radeschnig、ボック役にStefan Stara、ディラモンド教授役にMichael Gunther、魔法使い役にCarlo Lauber が配役された。2010年1月29日、閉幕し、3月5日からオーバーハウゼンにあるMetronom Theater am CentrO でプレヴュウ公演、3月8日から本公演が開幕した。出演者はエルファバ役にWillemijn Verkaik、グリンダ役にJoana Fee Würz、マダム・モリブル役にBarbara Raunegger、フィエロ役にMathias Edenborn、ネッサローズ役にJanine Tippl、ボック役にBen Darmanin、ディラモンド教授役にThomas Wissmann、魔法使い役にCarlo Lauberに配役された。2011年2月、シュトゥットガルトからオーバーハウゼンまでの3年半エルファバ役を演じたWillemijn Verkaikが降板した。2011年9月2日、オーバーハウゼン公演が閉幕した。

### オーストラリア公演
2008年6月27日からオーストラリアのメルボルンにあるRegent Theatre でプレヴュウ公演が開幕し、7月12日から正式に開幕した。エルファバ役にアマンダ・ハリソン (Amanda Harrison) 、グリンダ役にルーシー・デュラック、マダム・モリブル役にマギー・カークパトリック、魔法使い役にロブ・ゲスト、フィエロ役にロブ・ミルズ、ボック役にアンソニー・カリア、ネッサローズ役にペニー・マクナミー、ディラモンド教授役にロドニー・ドブソンが配役された。2008年10月2日、魔法使い役のロブ・ゲストが脳卒中の2日後急逝し、6週間後にオーストラリア人パーソナリティのバート・ニュートンが配役された。エルファバ役のアマンダ・ハリソンの休暇が延長され、ジェマ・リックスが代役で演じている際、第1回北米ツアー公演とシカゴ公演に出演していたカーメン・キューザック (Carmen Cusack) が短期間リックスの代役となり、キューザックにとってこれがオーストラリア・デビューとなった。2009年8月9日、464公演を経てメルボルン公演が閉幕した。その後2009年9月5日、シドニーのCapitol Theatre でプレヴュウ公演が開幕し、9月12日、正式に開幕した。メルボルン公演キャストのほとんどがシドニー公演にも出演したが、ボック役に代役であったジェイムス・D・スミスが配役された。9月26日、8回のプレヴュウ公演、412回の本公演を経て閉幕した。

### オーストラリア・ツアー公演
メルボルン公演とシドニー公演の成功により、ブリスベンのQueensland Performing Arts Centre Lyric Theatre からオーストラリア・ツアー公演が始まった。クイーンズランド州の洪水により開幕が延期され、2011年1月25日から4月2日まで同劇場で上演された。4月14日から6月4日までアデレードにあるFestival Centre で上演された。6月19日、パースにあるBurswood Theatre でオーストラリア・ツアー最終公演が上演された。出演者はグリンダ役にシドニー公演出演者のルーシー・デュラック、エルファバ役にジェマ・リックス、マダム・モリブル役にマギー・カークパトリック、魔法使い役にバート・ニュートン、ネッサローズ役にエリサ・コラ、ディラモンド教授役にロドニー・ドブソン、ボック役にジェイムス・D・スミス、そしてフィエロ役に新たにデイヴィッド・ハリス (David Harris (Australian actor)) が配役された。9月11日、パース公演が閉幕し、3年に亘るオーストラリア公演が終了した。

### アジア・ツアー公演
2011年12月6日、オーストラリア公演メンバーがシンガポールのMarina Bay にあるGrand Theater に移動し、ロングランのアジア・ツアー公演が開幕した。エルファバ役にジェマ・リックス、グリンダ役にオーストラリア公演で代役であったスージー・マザーズ、フィエロ役にデイヴィッド・ハリス、魔法使い役にバート・ニュートン、ボック役にジェイムス・D・スミス、ネッサローズ役にエリサ・コラ、新たにディラモンド教授役にGlen Hogstrom、マダム・モリブル役にアン・ウッドが配役された。2012年4月22日、シンガポール・ツアー公演が閉幕し、5月31日、韓国で開幕した。ニュートンの後任となったHogstrom はディラモンド教授と魔法使い役を兼任した。10月7日、閉幕した。

### フィンランド公演
2010年8月24日、フィンランドのヘルシンキにあるCity Theatre で、ブロードウェイ公演から一新した独自の舞台としてプレヴュウ公演、8月26日、本公演が開幕した。Hans Berndtsson 演出、エルファバ役にMaria Ylipää、グリンダ役にAnna-Maija Tuokko、フィエロ役にTuukka Leppänen、マダム・モリブル役にUrsula Salo、ネッサローズ役にVuokko Hovatta、ボック役にAntti Lang、ディラモンド教授役にHeikki Sankari、魔法使い役にEero Saarinen が配役された。2011年1月12日から5月29日、デンマークのコペンハーゲンにあるDet Ny Teater でも独自の舞台が上演された。グリンダ役にAnnette Heick、エルファバ役にMaria Lucia Heiberg Rosenberg、フィエロ役にJohn Martin Bengtsson、マダム・モリブル役にMarianne Mortensen、ネッサローズ役にAnais Lueken、ボック役にKim Hammelsvang Henriksen、ディラモンド教授役にKristian Boland、魔法使い役にSteen Springborg が配役された。

### オランダ公演
2011年10月26日、オランダのスヘフェニンゲンにあるCircus Theater でオランダ語によるプレヴュウ公演、11月6日に正式に開幕した。エルファバ役にドイツ公演のWillemijn Verkaik が配役され、2ヶ国語でエルファバ役を演じた最初の女優となった。グリンダ役にChantal Janzen、フィエロ役にJim Bakkum、マダム・モリブル役にPamela Teves、ネッサローズ役にChristanne de Bruijn、ボック役にNiels Jacobs、ディラモンド教授役にJochem Feste Roozemond、魔法使い役にBill van Dijk が配役された。. オランダでは閉幕が決まっていないロングラン公演は一般的ではなく、14ヶ月の公演後予定通り2013年1月11日で閉幕した。

### オーストラレイシア・ツアー公演
2013年9月17日、ニュージーランドでオーストララシア・ツアー公演のプレヴュウ公演、9月21日、正式に開幕した。11月24日、オークランドにあるCivic Theatre で閉幕した。エルファバ役にジェマ・リックス、グリンダ役にスージー・マザーズ、魔法使い役に『スター・ウォーズ』に出演していたジェイ・ラガイア、フィエロ役にスティーヴ・ダニエルセン、ネッサローズ役にEmily Cascarino、ボック役にEdward Grey、ディラモンド教授役にGlen Hogstrom、マダム・モリブル役にマギー・カークパトリックが配役された。2014年1月22日からフィリピンのマニラにあるCultural Center of the Philippines でもオーストラレイシア・ツアー公演が上演された。2月23日にマニラ公演が閉幕する予定であったが、延長されて3月9日に閉幕した。5月よりメルボルンのRegent Theatre で、シドニーおよびブリスベンを含む2回目のオーストラレイシア・ツアー公演が開幕する。グリンダ役にスージー・マザーズが配役されている。

### メキシコ公演
2013年10月10日、スペイン語での初の公演がメキシコのメキシコシティにあるTeatro Telcel でプレヴュウ公演、10月17日、本公演が開幕した。Ocesa Teatro のプロデュースにより、エルファバ役に元子役スターのDanna Paola、およびAna Cecilia Anzaldúa がダブル・キャストで配役され、Paola が最年少エルファバ役女優となった。グリンダ役にCecilia de la Cueva、フィエロ役にJorge Lau、マダム・モリブル役にAnahi Allué、ネッサローズ役にMarisol Meneses、ボック役にAdam Sadwing、ディラモンド教授役にBeto Torres が配役された。当初魔法使い役にEugenio Montessoro が配役されていたが、プレヴュウ公演中にPaco Morales に交替となった。

### 韓国公演
2013年11月22日、韓国のソウルで韓国語による公演が開幕した。

## ブロードウェイ・オリジナル・プロダクション クリエイティヴチーム
- 作詞／作曲：スティーヴン・シュワルツ
- 脚本：ウィニー・ホルツマン
- 原作：グレゴリー・マグワイア
- 演出：ジョー・マンテロ
- ミュージカル・ステージング：ウェイン・シレント
- 装置デザイン：ユージーン・リー
- 衣裳デザイン：スーザン・ヒルファティ
- 照明デザイン：ケネス・ポズナー
- 音響デザイン：トニー・メオラ
- プロジェクション・デザイン：エレイン・J・マッカーシー
- ウィッグ＆ヘアー・デザイン：トム・ワトソン
- 音楽スーパーバイザー／アレンジメント：スティーヴン・オレムス
- オーケストレーション：ウィリアム・デイヴィッド・ブローン
- 音楽アレンジメント：アレックス・ラカモワ
- ダンス・アレンジメント：ジェームズ・リン・アボット
- 演出補：リサ・ルグイヨー
- ダンス・スーパーバイザー：マーク・マイアーズ
- プロダクション・スーパーバイザー：トム・ウィドマン
- 装置デザイン補：エドワード・ピアース
- プロデューサー：マーク・プラット、ユニヴァーサル・ピクチャーズ、アラカ・グループ、ジョン・B・プラット、デイヴィッド・ストーン
- ジェネラル・マネジメント：321シアトリカル・マネジメント

## 劇団四季の日本語版『ウィキッド』
劇団四季による公演。タイトルは上述したように『ウィキッド』となっている。
- 2007年6月17日〜2009年9月6日 : 電通四季劇場［海］（東京初演）
- 2009年10月11日〜2011年2月13日 : 大阪四季劇場（大阪初演）
  - 2010年5月23日、日本公演通算1000回上演を達成。[83]
- 2011年4月3日〜8月28日 : キャナルシティ劇場（福岡初演）
- 2011年9月25日〜2012年9月2日 : 新名古屋ミュージカル劇場（名古屋初演）
  - 2012年2月4日、日本公演通算1500回上演を達成。[84]
- 2013年8月3日〜2014年11月16日 : 電通四季劇場［海］（東京凱旋公演）
  - 2014年7月3日、日本公演通算2000回上演を達成。[85]
- 2016年5月3日〜11月6日 : 北海道四季劇場（札幌初演）
- 2023年10月19日〜2024年1月27日 : JR東日本四季劇場［秋］（東京3回目）
- 2024年8月15日〜2025年7月6日（予定） : 大阪四季劇場（大阪再演）

### 日本語版スタッフ
- 日本語版歌詞・台本：浅利慶太、劇団四季文芸部
- 日本語版演出助手：横山清崇
- 振付スーパーバイザー：古澤 勇
- 音楽スーパーバイザー：鎮守めぐみ
- レジデントディレクター：荒木美保、坂田加奈子

### 劇団四季 主要キャスト
2023年10月現在のキャスト
▲印のキャストは現在はキャスティングされていない（在籍者のみ）
■印のキャストは客演で出演
※印のキャストは劇団四季を退団
未出演のキャストには括弧を施した。
- グリンダ：沼尾みゆき※、苫田亜沙子※、西珠美※、木村花代※、山本貴永※、鳥原ゆきみ▲、谷原志音▲、（佐渡寧子※）、（花田えりか※）、（久保佳那子※）、真瀬はるか※、中山理沙、山本紗衣
- エルファバ：濱田めぐみ※、樋口麻美※、今井美範※、江畑晶慧、木村智秋▲、岡村美南▲、雅原慶※、岡本瑞恵▲、（柏谷巴絵▲）、（江寿多知恵※）、（谷原志音▲）、三井莉穂、小林美沙希
- ネッサローズ：小粥真由美※、山本貴永※、鳥原ゆきみ▲、小笠真紀※、勝間千明※、齋藤さやか▲、（原彩子▲）、保城早耶香※、豊田早季※、吉良淑乃※、守山ちひろ、若奈まりえ、松下由季
- マダム・モリブル：森以鶴美※、武木綿子※、八重沢真美、中野今日子▲、原田真理▲、白木美貴子■、あべゆき▲、西田有希※、（西村麗子※）、秋本みな子、織笠里佳子
- フィエロ：李涛※、北澤裕輔▲、岡田亮輔※、松島勇気▲、（玉城任▲）、（西野誠※）、飯村和也▲、上川一哉※、永野亮比己※、（飯田達郎）、カイサー・タティク、富永雄翔、武藤洸次
- ボック：金田暢彦※、伊藤綾祐▲、山本道▲、厂原時也▲、（大塚道人▲）、（有賀光一▲）、緒方隆成、平田了祐、今村綱利
- ディラモンド教授：武見龍磨※、岡本隆生※、前田貞一郎※、斎藤譲※、雲田隆弘▲、（勅使瓦武志▲）、菊池正▲、百々義則▲、平良交一、田辺容、川原信弘
- オズの魔法使い：松下武史▲、飯野おさみ、栗原英雄※、佐野正幸▲、渡辺正※、勅使瓦武志、明戸信吾、鈴木涼太

## 映画化
映画化企画は2004年より始動したが実現まで時間がかかっている。2012年7月、映画化を手掛ける予定であるユニバーサル・ピクチャーズは、進行中であり、スティーブン・ダルドリーが監督、舞台と同じくウィニー・ホルツマンが脚本を手掛けると報じた。2012年12月、プロデューサーのマーク・プラットは映画化は「もうすぐ」と語ったが、出演者も製作陣もこれ以外に発表されていないだけでなく、撮影開始日は発表されていない。
2013年2月、ユニバーサル・ピクチャーズの会長であるアダム・フォーゲルソンは、映画『レ・ミゼラブル』の成功により『ウィキッド』の映画化は加速するだろうと語った。2016年6月にユニバーサル・ピクチャーズが映画『ウィキッド』の公開が2019年12月19日であることを発表した。しかし、同じミュージカルである『キャッツ』が同日公開に差し替わり、『ウィキッド』の公開日は未定となった。事実上の白紙撤回かとも言われたが、2021年2月2日に『イン・ザ・ハイツ』のジョン・M・チュウが監督に決定したと報じられ、プロジェクトが継続していることが明らかとなった。
2021年11月、アリアナ・グランデがグリンダを、シンシア・エリヴォがエルファバを演じることをそれぞれ自身のインスタグラムで明らかにした。2022年に、映画は2部作として、前編を2024年12月25日、後編を2025年12月25日に公開する予定であることが発表された。その後、第1部の公開日が11月27日、第2部が11月26日に変更された。
映画の撮影は2023年7月に終了する予定だったが、WGA（全米脚本家組合）とSAG-AFTRA（映画俳優組合・米テレビ・ラジオ芸術家連盟）のストライキの影響で中断され、アリアナ・グランデがクランクアップを示唆するコメントを発表したのは2024年1月25日となった。
2024年11月22日、『ウィキッド ふたりの魔女』が北米の3888の劇場で公開され、週末3日間の興行収入が約1億1400万ドル（約175億円）を記録、あわせて公開となった61の国と地域を合わせた世界興行収入は約1億6418万ドル（約252億円）に達した。日本では2025年3月7日に公開。

## 受賞歴
2004年、『ウィキッド』オリジナル・ブロードウェイ公演はトニー賞のミュージカル作品賞、ミュージカル脚本賞、編曲賞、オリジナル楽曲賞、振付賞、ミュージカル衣装デザイン賞、ミュージカル照明デザイン賞、ミュージカル装置デザイン賞に加え、ミュージカル主演女優賞にメンゼルとチェノウスの2人がノミネートされ、計9部門、10ノミネートを受けた。メンゼルがミュージカル主演女優賞を受賞し、『ウィキッド』はミュージカル装置デザイン賞、ミュージカル衣装デザイン賞を受賞した。なおこの時ミュージカル作品賞、ミュージカル脚本賞、オリジナル楽曲賞を受賞したのは『アベニューQ』であった。同年、ドラマ・デスク・アワードで11ノミネートを受け、ミュージカル作品賞、ミュージカル脚本賞、ミュージカル演出賞、ミュージカル衣装デザイン賞を含む6部門で受賞した。批評家サークル賞で10ノミネートを受け、4部門で受賞した。2005年、ブロードウェイ・キャスト・レコーディングのアルバムが第47回グラミー賞で最優秀ミュージカル・ショー・アルバム賞を受賞した。2003年の開幕からこれまで63ノミネートを受け、32部門受賞し、現在も毎年ノミネートを受け続けている。
ブロードウェイ以外の公演でも様々な部門で多数受賞している。ジョセフ・ジェファーソン賞 (Jeff Award) で、北米ツアー公演は14ノミネート中12部門受賞、シカゴ公演は5ノミネートを受けた。2007年、ウエスト・エンド公演はローレンス・オリヴィエ賞で5ノミネートを受け、2010年、同賞のAudience Award for Most Popular Show を受賞した。オリジナル・オーストラリア公演はヘルプマン賞 (Helpmann Awards) で12ノミネートを受け、ミュージカル作品賞を含む6部門受賞した。『Entertainment Weekly』誌で過去10年間の最優秀ミュージカル作品に選ばれ、『Variety』誌では「a cultural phenomenon」と称賛された。またエルファバは『Entertainment Weekly』誌の『The 100 Greatest Characters of the Past 20 Years』（過去20年間で最高のキャラクター100選）の79位に選出された。

## ビハインド・ザ・エメラルド・カーテン
ブロードウェイ公演の成功により、魔女の父役、および魔法使いとディラモンド教授の代役を経て本役となったショーン・マコート (Sean McCourt) 、2004年から2012年、ブロードウェイに代役として長年出演し続けたアンソニー・ガーデにより『ビハインド・ザ・エメラルド・カーテン』というバックステージ・ツアーが開始された。このツアーでは90分間に亘り、実際に舞台で使われた小道具、仮面、衣裳、舞台装置を見ることができ、出演者による質疑応答も行なわれる。現在ブロードウェイでのこのツアーはマコートと、長年のアンサンブル・メンバーでグリンダ役の代役であったリンジー・K・ノーザンにより行なわれている。他にロサンゼルス、サンフランシスコ、シカゴのロングラン公演地でも行なわれ、それぞれ違った長期間出演者がツアーを行なっていた。基本的に公演日は毎日行なわれている。観客は壮大な『ウィキッド』の公演の舞台裏をじかに垣間見ることができる。

## 他の作品への登場
ミュージカルの成功により使用楽曲が人気になり、作品、登場人物、楽曲が他の作品に登場するようになった。ブロードウェイ公演が『ブラザーズ&シスターズ』、『The War at Home』に登場した他、2007年11月1日放送の『アグリー・ベティ』の『Something Wicked This Way Comes』のエピソードでは主役のベティ(アメリカ・フェレーラ)がデートで『ウィキッド』を観に行き、意に反して上演を止めてしまう。このエピソードではブロードウェイのガーシュウィン劇場公演の代役によるロサンゼルスのパンテイジス劇場公演が登場した。これ以前の2007年2月8日放送の『Brothers』のエピソードではベティが『ウィキッド』のチケットを入手し、自分がいかにエルファバの醜さと共通点があり、世の中は美しいものに惹かれやすいことを友人に語る。『ザ・シンプソンズ』の『Donnie Fatso』のエピソードではホーマー・シンプソンとモー・シズラックが『ウィキッド』スプリングフィールド公演に誤って入り込んでしまう。『サウスパーク』の『Broadway Bro Down』のエピソードでは『ウィキッド』などのミュージカル作品が登場する。
『glee/グリー』の『Wheels』のエピソードではレイチェル・ベリー(リア・ミシェル)とカート・ハメル(クリス・コルファー)が『Defying Gravity』を歌い、どちらが主役を演じるか競う。その後『New York』のエピソードでは2人がガーシュウィン劇場の舞台で『For Good』をデュエットで歌う。『New Girl / ダサかわ女子と三銃士』ではウィンストン・ビショップ(ラモーネ・モリス)がメキシコへの旅行中『Popular』と『Defying Gravity』を歌う。2009年の映画『ゾンビランド』でも『Popular』が演奏される。
エンターテイナーのジョン・バロウマンは2008年のツアー公演で『The Wizard and I』を『The Doctor and I』に改名し、自身が演じた『ドクター・フー』および『秘密情報部トーチウッド』の役であるジャック・ハークネスのドクターへの親愛を替え歌にした。ウエスト・エンドおよびブロードウェイでエルファバを演じたケリー・エリスは『ウィキッド』5周年記念オリジナル・ブロードウェイ・キャスト・アルバム版の『I'm Not that Girl』およびロック版『Defying Gravity』をレコーディングした。どちらの曲もイギリスのミュージシャンであるブライアン・メイがプロデュースし、コンパクト盤の『Wicked in Rock』（2008年）およびデビュー・アルバム『Anthems』（2010年）に収録されている。2008年、彼女の歌う『Defying Gravity』はメイのギター演奏と共にロイヤル・ヴァラエティ・パフォーマンスで披露された。2011年、彼女のロック版『Defying Gravity』ダンス・リミックスが発表された。ウエスト・エンド公演でエルファバとグリンダ双方を演じたルイーズ・ディアマンは自身のアルバム『Here Comes the Sun』でアコースティック版『Defying Gravity』を発表した。2013年、彼女の元共演者でロンドン公演エルファバ役のレイチェル・タッカーはデビュー・アルバム『The Reason』で、このアコースティック版『Defying Gravity』をより舞台版に近い形でカヴァーした。ラッパーのドレイクは『Popular』を同名曲に取り入れた。歌手のミーカも『Popular Song』に『Popular』を取り入れた。
アメリカのバンドであるWheatus の『Pop, Songs & Death』シリーズの一環であるコンパクト盤『The Lightning EP』収録曲『Real Girl』でエルファバとかかしがミュージック・ビデオに登場する他、「You were the perfect colour, Bright green lady」(君は完璧な色、輝く緑色の女性だった)という歌詞が登場するなど『ウィキッド』の強い影響が見られる。このアルバムのジャケットは輝く緑を基調とし、エルファバのような帽子が描かれている。
アニメ・シリーズ『RED GARDEN』、昼ドラ『Passions』、コミック『Buffy the Vampire Slayer Season Eight』など様々な媒体で『ウィキッド』の曲や登場人物に影響を受けている。ライマン・フランク・ボームのオズ・シリーズを基にした2007年のミニシリーズ『Tin Man』全3話中2話の最初で、グリンダが『What is this Feeling?』の中で家族に向けて書いた手紙の冒頭に合わせ、主役のDG(ズーイー・デシャネル)は父親を一般的な「Pop」や「Pappi」の代わりに「Popsicle」と呼ぶ。ABCファミリーの連続ドラマ『Huge』第2話で登場人物の1人がシズ大学のTシャツを着ている。ニコロデオンの『iCarly』では『ウィキッド』とその混雑ぶりに言及する。ブロードウェイ・ミュージカル『シュレック』では第1幕最後の『What's Up, Duloc?』でファークアード卿が城の上で『Defying Gravity』の一節「No one's gonna bring me down」(誰も私を落胆させない)を再現し、レガート・ベルトに繋げる。
第86回アカデミー賞でアカデミー長編アニメ映画賞を受賞した2013年のディズニー映画『アナと雪の女王』の主題歌で、アカデミー歌曲賞を受賞した『レット・イット・ゴー』は同様のテーマ、同様の歌唱スタイルにより『Defying Gravity』と比較されることがある。また『レット・イット・ゴー』を歌っているのは初代エルファバ役オリジナル・キャストのイディナ・メンゼルである。